# Fred Borgman
Freddie (Fred) Borgman (Aalsmeer, 16 december 1946 – Amersfoort, 11 mei 1996) was een Nederlands politicus voor het CDA van ARP-huize.

## Levensloop

### Jeugd
Freddie Borgman werd geboren op 16 december 1946 in Aalsmeer in een gereformeerd gezin. Hij belandde na zijn schoolopleiding als medefirmant in een handelskwekerij in zijn geboorteplaats. Vanaf 1972 was hij werkzaam als algemeen secretaris van de christelijke kruideniersbond.

## Politiek

### Gemeentelijke politiek
Borgman was van 1970 tot 1982 gemeenteraadslid in zijn geboorteplaats Aalsmeer voor de Anti-Revolutionaire Partij, van 1971 tot 1974 was hij fractievoorzitter van de ARP fractie en de voorzitter van de gezamenlijke protestants-christelijke fracties in de gemeenteraad, bestaand uit de ARP en CHU. In de periode 1974 tot 1978 was hij wethouder en locoburgemeester. Tussen 1973 en 1977 was hij lid van het landelijk partijbestuur van de ARP en van 1975 tot 1978 van het landelijk partijbestuur van het CDA. Ook was Borgman tussen november 1983 oktober 1984 voorzitter van de CDA afdeling Aalsmeer.

### Jongerenorganisaties
Van 8 oktober 1973 tot 19 november 1977 was Borgman de landelijke voorzitter van de Anti-Revolutionaire Jongerenstudieclubs (ARJOS), een jongerenorganisatie van de ARP. Van 1977 tot 1978 was Borgman de eerste landelijke voorzitter van het Christen-Democratisch Jongeren Appèl (CDJA).

### Tweede Kamerlid
Borgman werd op 5 april 1978 beëdigd als Tweede Kamerlid voor het CDA als tussentijdse opvolger van Hannie van Leeuwen. Als lid van de ARP behoorde hij tot de zogenaamde loyalisten, de groep dissidente Kamerleden die het eigen kabinet-Van Agt-Wiegel regelmatig dwarszat. Borgman was woordvoerder volksgezondheid en levensvraagstukken en voerde vooral het woord over lastige ethische kwesties als abortus. Borgman was de fractiesecretaris van het CDA van 23 mei 1986 tot 16 maart 1990. Hij was voorzitter van de bijzondere commissie voor het Gehandicaptenbeleid van 28 april 1982 tot september 1986. Borgman was plaatsvervangend lid van het Presidium van het van 3 juni 1986 tot 14 september 1989 en volwaardig lid van het Presidium van 14 september 1989 tot 16 maart 1990 als derde ondervoorzitter van de Tweede Kamer.

### Burgemeester
Op 16 maart 1990 werd Borgman beëdigd als burgemeester van Nijkerk. Borgman trad vervroegd af als burgemeester op 1 december 1994 na dat bij hem een ongeneeslijke ziekte was geconstateerd.

### Persoonlijk
Borgman trouwde op 26 september 1968 in Aalsmeer, uit dit huwelijk werden 1 zoon en 2 dochters geboren, waar van 1 dochter jong overleed door een verkeersongeval. Borgman overleed aan de gevolgen van deze ziekte op 11 mei 1996 in een ziekenhuis in Amersfoort op slechts 49–jarige leeftijd.